# Wawayanda (New York)
Wawayanda est une ville du comté d'Orange, dans l'État de New York, aux États-Unis,. En 2020, elle comptait une population de 7 534 habitants.

## Démographie
Lors du recensement de 2020, la ville comptait une population de 7 534 habitants.